# سیارک ۴۹۱۹

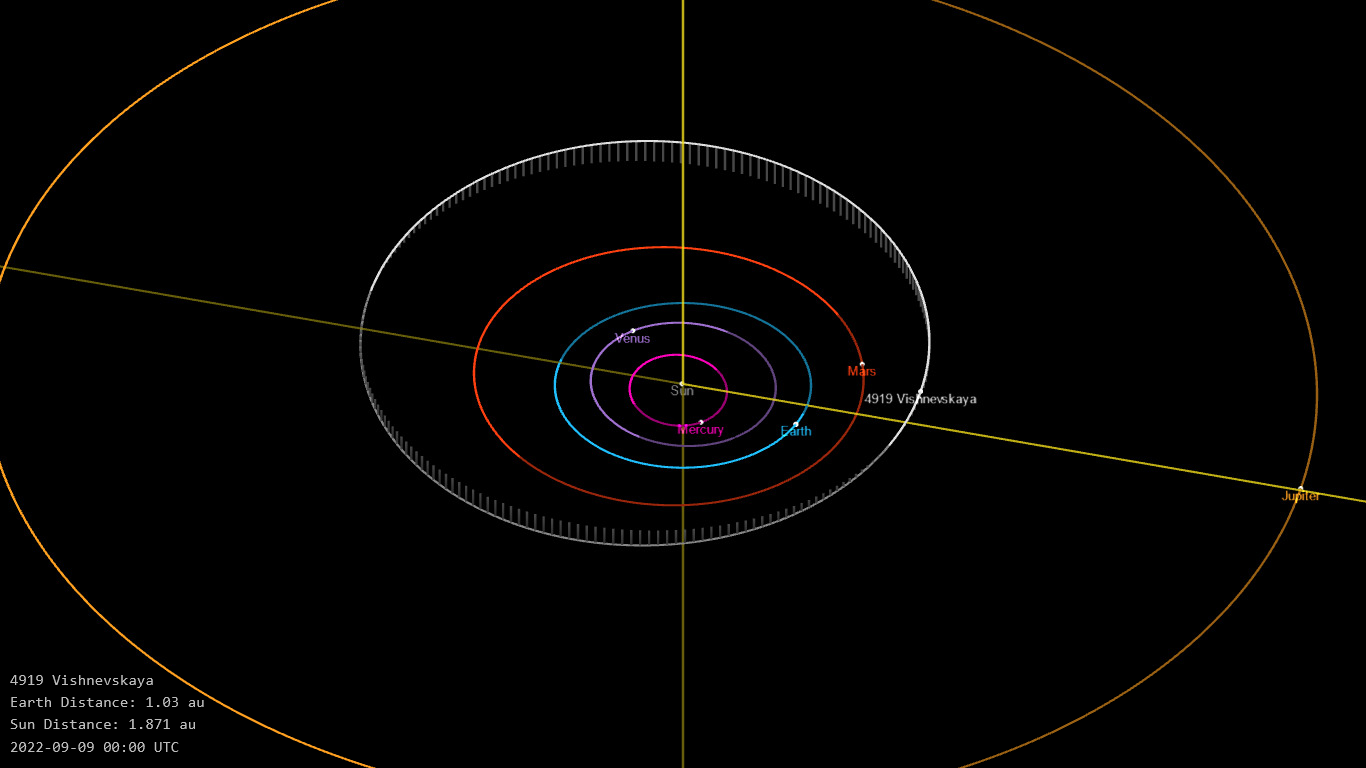
نمایی از محل قرارگیری سیارک ۴۹۱۹ در مدار - ۲۰۲۲

سیارک ۴۹۱۹ (به انگلیسی: 4919 Vishnevskaya، نامگذاری:1974SR1) چهار هزار و نهصد و نوزدهمین سیارک کشف شده‌است که در ۱۹ سپتامبر ۱۹۷۴ کشف شد.
قدر مطلق سیارک برابر ۱۳٫۸۰ است.